# トーマス・ジェファーソン大学
トーマス・ジェファーソン大学（英: Thomas Jefferson University）は、アメリカ合衆国ペンシルベニア州フィラデルフィアのセンターシティにある私立大学である。
大学はフィラデルフィア大学、シドニー・キンメル医科大学、ジェファーソン・バイオメディカル・カレッジ、ジェファーソン・カレッジ・オブ・ヘルス・プロフェッサーズ、ジェファーソン・カレッジ・オブ・ナーシング、ジェファーソン・カンパニー・カレッジ、ジェファーソン・カレッジ・オブ・ポピュレーション・カレッジの7つの学校・学部で構成されている。

## 概要

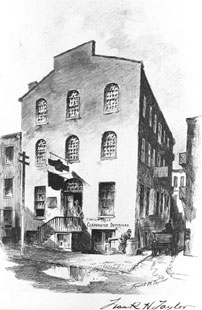
ジェファーソン医療大学の最初の施設であるフィラデルフィアのチボリ・シアター

トーマス・ジェファーソン大学は現在多くの教育プログラムが存在するが、最初は医療大学として始まった。19世紀初頭、ペンシルベニア大学 医学大学院の同窓生の多大な努力の基、フィラデルフィアに2つ目の医療学校を設立しようとする試みが数多く行われた。その試みに反対する意見に対抗して、1824年にジョージ・マクレラン率いるフィラデルフィアの医師グループはキャノンズバーグのジェファーソン大学（現在のワシントン & ジェファーソン大学）の理事にフィラデルフィアに医学部を設置する依頼の手紙を送った。理事はそれに賛成し、1825年にフィラデルフィアにジェファーソン大学の医学部を設置した。第2の要望に応えて、ペンシルベニア州総会は1826年にジェファーソン大学の憲章を拡大し、新しい学部の創設を支持して医学博士の学位を付与することを認めた。ペンシルベニア州の反対側に位置する医学部を統一的に管理することは難しいため、ジョエル・バーロウ・サザーランドを含む10人のジェファーソン大学理事が新しい学部を監督するために追加で任命された。2年後の1828年に、この第2の理事会は医学部の采配権限を与えられた。なお、ジェファーソン大学の理事会は主要な決定に対しては拒否権を維持していた。
1826年に最初のクラスが卒業し、彼らは大学を閉鎖しようとする訴訟の判決が出た後に学位が認められた。最初のクラスは、医療学校が併設された最初の病院のあるフィラデルフィアのプルーン・ストリートのチボリ・シアターで学業を学んだ。講義を担当したジョージ・マクレランは臨床実習に焦点を当てた授業を行った。1828年、医学部は広い教室と生徒が手術を観覧することができる700席の円形劇場「ピット」のあるエリー・ビルディングに移動した。エリー・ビルディングは病院に併設されており、医療学校と病院が併設された2番目の施設で、初年度に441人の入院患者と4,659人の外来患者を診た。ジェファーソン大学との関係は、医学部が独立の憲章を受けて、ジェファーソン大学とジェファーソン医科大学が個別に運営することが認められる1838年まで継続した。この際に、ジョージ・マクレランを含むすべての講師は、学校と理事会から退去させられた。この時から、ジェファーソン医科大学が「正当な」医科大学とみなされるようになったと考えられている。
1841年にジェファーソン医科大学はチャールズ・デルチェーナ・メイグズやムター・ミュージアムの創設者トーマス・デント・ムターを含む「The Faculty of '41」と呼ばれる教授陣を雇用した。この教授陣は1884年に医療用ベッドを提供するなどジェファーソン医科大学に数多くの影響を与え、15年間顔ぶれが変わることはなかった。1849年の卒業生には後に米国陸軍軍医総監になったジョエル・バーロウ・サザーランドの息子チャールズ・サザーランドがいる。

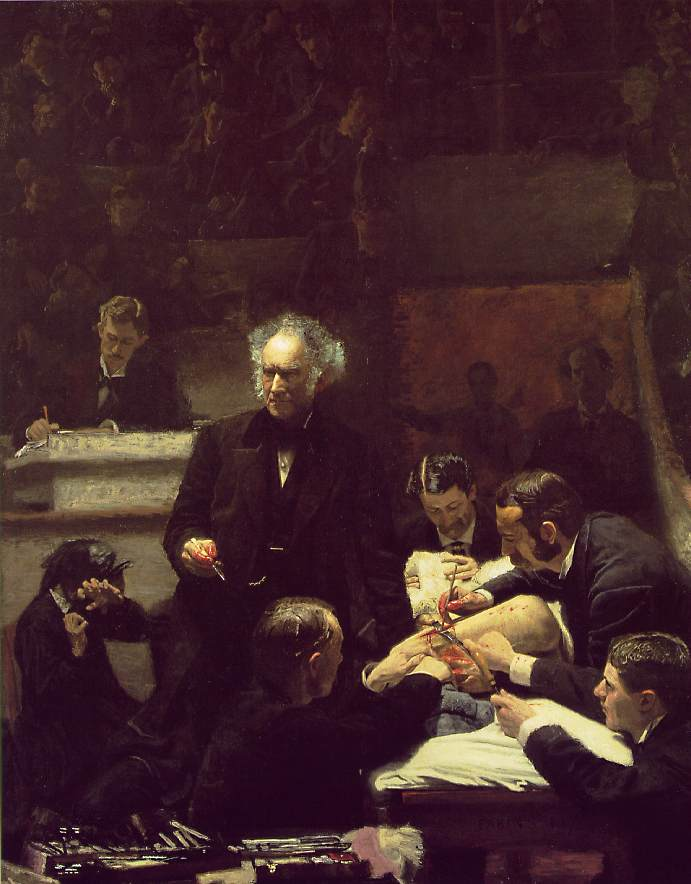
1876年から2006年まで大学に飾られていたトマス・エイキンズの『グロス・クリニック』

2007年1月、大学は学校で行われた外科手術を描いたトマス・エイキンズの『グロス・クリニック』をフィラデルフィア美術館に属するペンシルバニア・美術アカデミーに6800万ドルで売却した。トーマス・ジェファーソン大学の元あった場所には復元版が飾られている。
2014年6月17日、シドニー・キンメルはジェファーソン・メディカル・カレッジに1億1000万ドルを寄付し、ジェファーソン・メディカル・カレッジをシドニー・キンメル医科大学に改名した。
2017年5月、トーマス・ジェファーソン大学はフィラデルフィア大学との合併を公式発表した。合併後の施設の名称はトーマス・ジェファーソン大学を継続し、フィラデルフィア大学を吸収する形である。

## 構成
トーマス・ジェファーソン大学は7つの学校・学部から構成されている。
- フィラデルフィア大学（英語版）
- シドニー・キンメル医科大学
- ジェファーソン・バイオメディカル・カレッジ
- ジェファーソン・カレッジ・オブ・ヘルス・プロフェッサーズ
- ジェファーソン・カレッジ・オブ・ナーシング
- ジェファーソン・カンパニー・カレッジ
- ジェファーソン・カレッジ・オブ・ポピュレーション・カレッジ

## 加盟団体

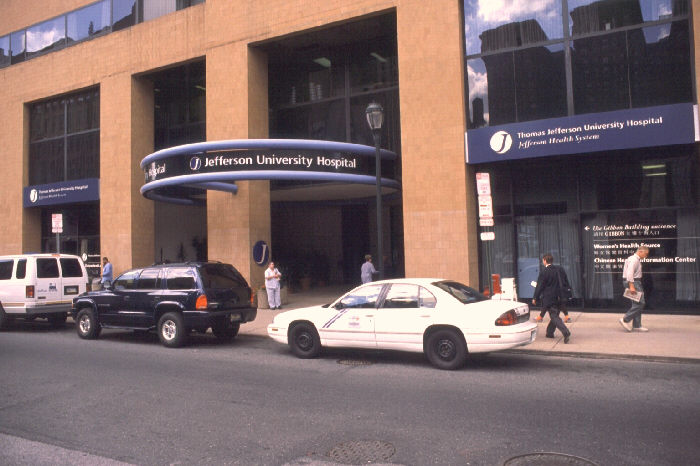
トーマス・ジェファーソン大学病院

トーマス・ジェファーソン大学はジェファーソン・ヘルス（Thomas Jefferson University Hospitals、TJUH）に加盟している。トーマス・ジェファーソン大学はジェファーソン・ヘルスの主要な学術組織である。ジェファーソン・ヘルスは1995年にトーマス・ジェファーソン大学病院とメインライン・ヘルス・システムがジェファーソン・ヘルス・システムと呼ばれる新しい非営利団体を設立する合意に調印したときに設立された。この合意によってトーマス・ジェファーソン大学病院とメインライン・ヘルスは1つの親会社の元に統合された。その際に、アインスタイン・メディカル・センター、フランクフォード・ヘルスケア・システム（現アリア・ヘルス）、マギー・リハビリテーション病院などの他の医療組織が設立メンバーとしてジェファーソン・ヘルスに参加している。